# Flughafen Hamilton (Neuseeland)

i7
i11
i13
Der Flughafen Hamilton (englisch Hamilton Airport, IATA-Code: HLZ, ICAO-Code: NZHN) befindet sich ca. 13 km südlich von Hamilton in der Region Waikato, Neuseeland.
Der Flughafen ist 7 Tage pro Woche rund um die Uhr geöffnet und für Flugzeuge bis zur Größe einer Boeing 767 geeignet.

## Geschichte
Während des Zweiten Weltkriegs wurde Hamilton als Basis für Kampfflugzeuge genutzt. Nach dem Krieg, in den frühen 1950er Jahren fanden die ersten zivilen, kommerziellen Flüge statt.
1988 wurde die Start- und Landebahn ausgebaut, um dem Bedarf im internationalen Flugverkehr von und nach Australien gerecht zu werden. 1989 wurde der Flughafen vom neuseeländischen Staat an eine neu gegründete Betreibergesellschaft – „Waikato Regional Airport Limited“ – verkauft, die zur Hälfte im Besitz des Stadtrates von Hamilton und zu kleineren Teilen im Besitz der verschiedenen Bezirksregierungen der Region Waikato ist. In den 1990er Jahren entwickelte sich zunächst der Inlandsflugverkehr gut und ab 1996 fanden die ersten internationalen Flüge statt. 1995 wurde zunächst das Terminal für regionale Flüge erweitert und 1996 folgte das Terminal für den internationalen Verkehr, um weitere Fluggesellschaften anzuziehen. Zwischenzeitlich trug der Flughafen daher die Bezeichnung Hamilton International Airport. 2005 wurde mit einer erneuten Erweiterung begonnen, bei der bis Ende 2007 die Gebäude um 60 % vergrößert werden sollen. 
Internationale Flüge führte vor allem die Pacific Blue Airlines durch, bevor diese im Rahmen einer Umstrukturierung in Virgin Australia aufging. im Oktober 2012 stellte Virgin Australia die letzten internationalen Flüge ein. Seit dem Fiskaljahr 2014/15 vermarktet man sich daher nur noch als Hamilton Airport.
Stand 2019 gibt es nur noch Inlandsflüge nach Auckland, Great Barrier Island, North Shore, Palmerston North, Wellington und Whakatane.

## Verkehrszahlen
| Geschäfts- jahr | Fluggastaufkommen | Fluggastaufkommen | Fluggastaufkommen | Flugbewegungen |
| Geschäfts- jahr | National          | International     | Gesamt            | Flugbewegungen |
| --------------- | ----------------- | ----------------- | ----------------- | -------------- |
| 2018            | 353.000           | 0                 | 353.000           | 145.520        |
| 2017            | 317.000           | 0                 | 317.000           | 124.000        |
| 2016            | 303.135           | 0                 | 303.135           | 115.819        |
| 2015            | 291.385           | 0                 | 291.385           | 126.717        |
| 2014            | 294.396           | 0                 | 294.396           | 133.000        |
| 2013            | 294.512           | 11.384            | 305.896           | 133.000        |
| 2012            | 315.662           | 38.406            | 354.068           | 119.000        |
| 2011            | 315.972           | 45.877            | 361.849           | 102.000        |
| 2010            | 279.570           | 52.975            | 332.545           | 123.000        |
| 2009            | 296.240           | 45.507            | 332.545           | 148.000        |
| 2008            | 336.320           | 76.694            | 423.014           | 148.000        |
| 2007            | 321.694           | 103.016           | 424.710           | -              |
| 2006            | 311.444           | 122.514           | 433.958           | -              |
| 2005            | 304.520           | 107.842           | 412.362           | -              |
| 2004            | 285.706           | 110.910           | 396.616           | -              |
| 2003            | -                 | -                 | -                 | 51.000         |

1. ↑  Die Geschäftsjahre enden jeweils am 30. Juni des angegebenen Jahres.